# باشگاه فوتبال ویتاز پودولسک
باشگاه فوتبال ویتاز پودولسک (به انگلیسی: FC Vityaz Podolsk) باشگاه فوتبال کشور روسیه مستقر در پودولسک است که در سال ۲۰۰۹ در لیگ دسته اول فوتبال روسیه می‌کرد.

## تاریخچه
این باشگاه در سال ۱۹۹۶ به عنوان تیم غیر حرفه‌ای تأسیس شد. تیم فعلی در سال ۲۰۰۰ تشکیل شد و در سال ۲۰۰۱ حرفه ای شد. لباس‌ها برای بازی‌های خانگی و خارجی همگی مشکی هستند. این باشگاه در فصل ۲۰۰۷ از منطقه «مرکز» لیگ دسته دوم فوتبال روسیه به عنوان قهرمان صعود کرد.
در ۲۳ دسامبر ۲۰۰۹ آنها جایگاه خود را در لیگ دسته اول فوتبال روسیه به دلیل مشکلات مالی واگذار کردند. در سال ۲۰۱۰ در لیگ دسته دوم فوتبال روسیه بازی کردند.
در دسامبر ۲۰۱۰ ویتاز با باشگاه فوتبال آوانگارد پودولسک ادغام شد و باشگاه یونایتد ویتاز نام گرفت. قبل از فصل ۲۰۱۸–۲۰۱۷، به دلیل مشکلات مالی، باشگاه برای مجوز حرفه ای برای حضور در لیگ حرفه ای فوتبال روسیه اقدام نکرد.